# Bieżeństwo

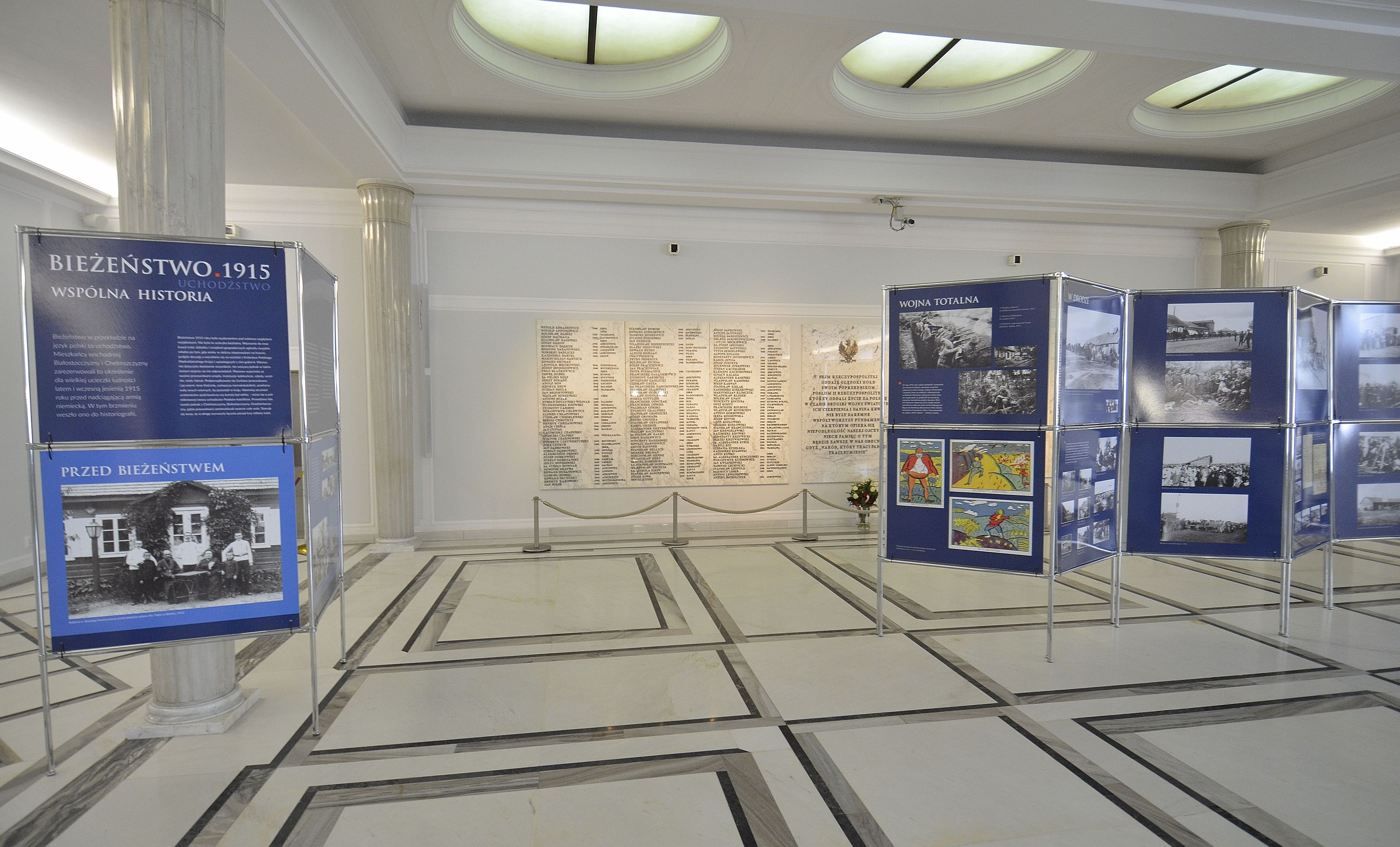
Fragment wystawy Bieżeństwo (uchodźstwo) 1915. Wspólna historia w holu głównym Sejmu (2015)

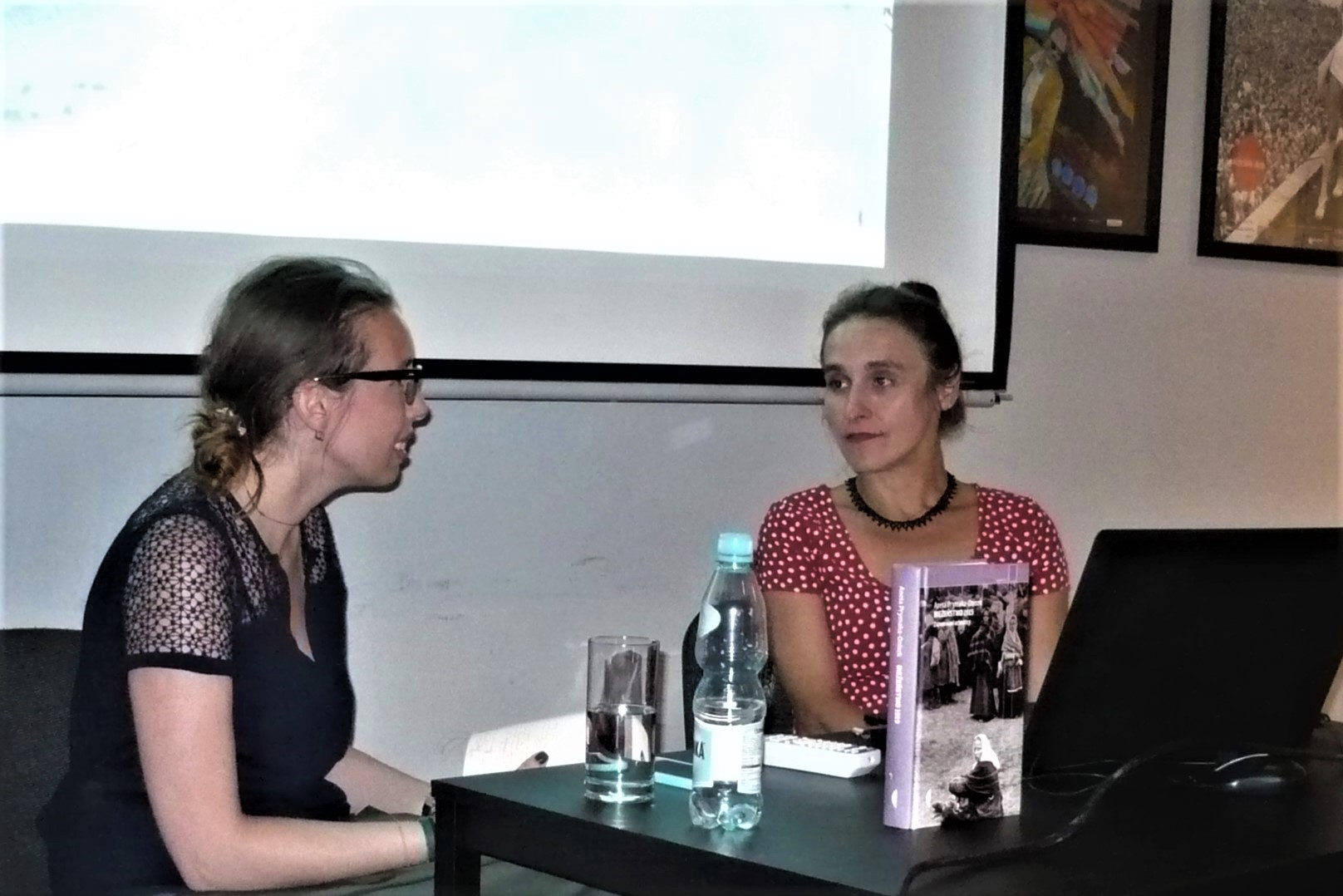
Aneta Prymaka-Oniszk prezentuje swoją książkę „Bieżeństwo 1915. Zapomniani uchodźcy”, Festiwal Kultury Żydowskiej, Kraków 2017

Bieżeństwo (biał. Бежaнствa, ukr. Біженство, ros. Беженство – uchodźstwo) – masowa ewakuacja w czasie I wojny światowej, w polszczyźnie nazywana też wygnaniem, przesiedleniem lub wysiedleniem ludności, głównie wyznania prawosławnego, z zachodnich guberni Imperium Rosyjskiego w głąb Rosji, po przerwaniu linii frontu przez wojska niemieckie w okresie od 3 maja do września 1915 roku. Apogeum bieżeństwa przypada na okres od wiosny do jesieni 1915 roku.

## Historia
Wskutek niepowodzeń wojennych wojska rosyjskiego i szybko postępującej ofensywy wojsk Cesarstwa Niemieckiego po bitwie pod Gorlicami władze Imperium rozpoczęły szeroko zakrojoną akcję propagandową, wzywającą cywili do natychmiastowej ewakuacji w głąb Rosji. Aby nakłonić do wyjazdów, straszono mordami, gwałtami, rabunkami i innymi okrutnymi represjami, jakich miała doznać z rąk Niemców miejscowa ludność prawosławna. Do rozpowszechniania takich wiadomości mogły przyczynić się autentyczne zdarzenia, jak zbrodnie wojenne w Belgii (spalenie Leuven, masowe egzekucje w Dinant), zburzenie Kalisza czy zajścia w Częstochowie z początków wojny. W ten sposób zastosowano taktykę spalonej ziemi.
Ewakuowano też rodziny urzędników, pracowników wielu zakładów przemysłowych, kolejarzy itd.
Pod wpływem agitacji rodzinne strony opuściło od 2 do 3 milionów ludzi, w tym około 800 tysięcy mieszkańców guberni grodzieńskiej. Ziemie na wschód od Białegostoku opuściło nawet do 80% mieszkańców. Chaotyczna ucieczka w głąb Rosji trwająca wiele miesięcy pochłonęła wiele ofiar. Ucieczka odbywała się w skwarze, bez zapewnionej odpowiedniej ilości jedzenia, a nawet wody. Przy drogach pozostawały mogiły zmarłych, a część ciał nie została pogrzebana. Warunki sprzyjały wybuchom epidemii oraz doprowadziły do masowych śmierci dzieci.
Jednym ze skutków bieżeństwa była ewakuacja Imperatorskiego Uniwersytetu Warszawskiego do Rostowa nad Donem, ten ewakuowany uniwersytet to obecny Południowy Uniwersytet Federalny.

## Grupy bieżeńców

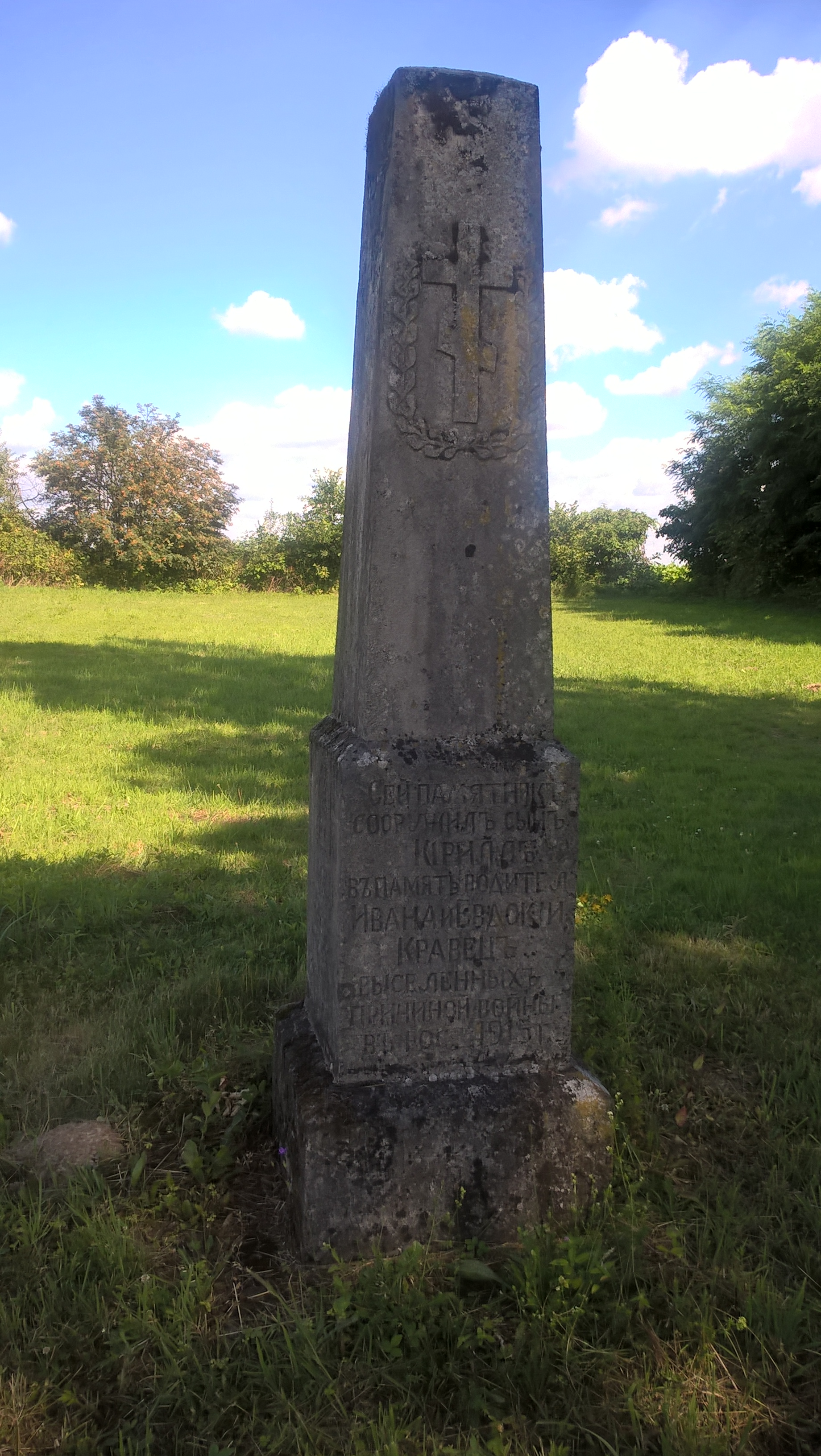
Pomnik na symbolicznym grobie Jewdokii i Iwana Krawców, „wysiedlonych do Rosji w 1915” i tam zmarłych, na nowym cmentarzu prawosławnym w Babicach

W grupie bieżeńców przeważały kobiety i dzieci. Dzieci stanowiły ok. 41–48% wszystkich uciekinierów. Według szacunków około 1/3 bieżeńców nie przeżyła ucieczki i pobytu na terytorium w głębi Rosji. Najwięcej ofiar zmarło w trakcie podróży, zarówno w głąb Rosji, jak też podróży powrotnej.
Zdecydowaną większość bieżeńców stanowili Białorusini i Rusini. Grupy etniczne, biorące udział w bieżeństwie stanowili:
- Białorusini i Rusini – 67,5%
- Polacy – 13,2%
- Żydzi – 6,4%
- Łotysze – 4,9%
- inni (głównie Ormianie, Litwini, Estończycy) – 8%.

Bieżeńcy trafili na wielkie obszary poza Kraj Przywiślański Imperium Rosyjskiego, zarówno do wielkich miast, jak też odludnych wiosek aż pod chińską granicę. Powrót części z nich nastąpił w latach 1918–1921.

## Upamiętnienie
Nazwę „Pamięci Bieżeństwa 1915 roku” nosi rondo znajdujące się na przecięciu Trasy Generalskiej i ul. 1. Armii Wojska Polskiego w Białymstoku.
W 2015 w wielu wsiach Białostocczyzny, które przed stu laty całkowicie opustoszały, ustawiono krzyże wotywne i pomniki z okazji setnej rocznicy tragedii bieżeństwa. W ten sposób bieżeństwo upamiętnili mieszkańcy m.in. Dawidowicz, Dubiażyna, Pasiecznik, Puchłów, Starego Kornina czy Trześcianki.